# Parapanoploea oxygnathia
Parapanoploea oxygnathia is een vlokreeftensoort uit de familie van de Iphimediidae. De wetenschappelijke naam van de soort is voor het eerst geldig gepubliceerd in 1938 door Nicholls.